# Sérifontaine
 Sérifontaine  es una población y comuna francesa, en la región de Picardía, departamento de Oise, en el distrito de Beauvais y cantón de Le Coudray-Saint-Germer.

## Demografía
| 562 | 576 | 727 | 723 | 799 | 1001 | 923 | 861 | 840 | 864 | 928 | 930 | 980 | 1154 | 1364 | 1235 | 1252 | 1353 | 1455 | 1494 | 1473 | 1545 | 1986 | 1785 | 1506 | 1411 | 1734 | 2028 | 2209 | 2340 | 2358 | 2477 | 2632 | 2553 | 2844 |
| Para los censos de 1962 a 1999 la población legal corresponde a la población sin duplicidades (Fuente: INSEE [Consultar]) |     |     |     |     |      |     |     |     |     |     |     |     |      |      |      |      |      |      |      |      |      |      |      |      |      |      |      |      |      |      |      |      |      |      |